# Living Sacrifice
Living Sacrifice är ett amerikanskt kristet metal-band bildat 1989 i Little Rock, Arkansas. Bandet bestod från början av Darren "D.J." Johnson (sång/bas), Lance Garvin (trummor), Bruce Fitzhugh (gitarr) och Jason Truby (gitarr) men har sedan dess haft lite olika uppsättningar.
Totalt har bandet släppt 8 studioalbum. Enligt webbsidan Fandom.com är de mest kända för att, tillsammans med Mortification och Sacrament, vara ett av de första kristna death metal-banden men också för att ha inspirerat andra band såsom: As I Lay Dying, Throwdown, Demon Hunter, Underoath, Haste the Day, Saving Grace och 7 Horns 7 Eyes.

## Influenser och stilar
Förutom att inspirera andra metalband har Living Sacrifice själva tagit inspiration från olika kända grupper, däribland: Slayer, Sepultura, Metallica, Megadeth, Carcass och Cannibal Corpse.
Under sina år har bandet testat på olika musikstilar, bland annat: Thrash metal, Death metal, Groove metal och Metalcore.

## Medlemmar
Nuvarande
- Bruce Fitzhugh (Sång/gitarr) 1989-2003, 2005, 2008-idag
- Rocky Gray (gitarr/bakgrundssång) 1999-2003, 2005, 2008-idag
- Arthur Green (bas/bakgrundssång) 1999-2003, 2008-idag
- Lance Garvin (trummor) 1989-2003, 2005, 2008-idag

Tidigare
- Darren "D.J." Johnson (sång/bas) 1989-1995, 2014, 2018
- Jason Truby (gitarr) 1989-1998
- Chris Truby (bas) 1995-1998
- Cory Brandan Putman (gitarr) 1998-1999, 2003
- Jay Stacey (bas) 1998-1999
- Matthew Putman (slagverk) 1998-2003

Uppgifter hämtade från Fandom

## Diskografi
Studioalbum
- 1991: Living Sacrifice
- 1992: Nonexistent
- 1994: Inhabit
- 1997: Reborn
- 2000: The Hammering Process
- 2002: Conceived in Fire
- 2010: The Infinite Order
- 2013: Ghost Thief

Uppgifter hämtade från Discogs